# Cantó de Blâmont
El cantó de Blâmont és un cantó francès del departament de Meurthe i Mosel·la, situat al districte de Lunéville. Té 33 municipis i el cap és Blâmont.

## Municipis
- Amenoncourt
- Ancerviller
- Autrepierre
- Avricourt
- Barbas
- Blâmont
- Blémerey
- Buriville
- Chazelles-sur-Albe
- Domèvre-sur-Vezouze
- Domjevin
- Emberménil
- Fréménil
- Frémonville
- Gogney
- Gondrexon
- Halloville
- Harbouey
- Herbéviller
- Igney
- Leintrey
- Montreux
- Nonhigny
- Ogéviller
- Réclonville
- Reillon
- Remoncourt
- Repaix
- Saint-Martin
- Vaucourt
- Vého
- Verdenal
- Xousse

## Història
| Data d'elecció                           | Identitat        | Partit                    | Qualitat |
| ---------------------------------------- | ---------------- | ------------------------- | -------- |
| 1945-1970                                | Jean Crouzier    | PRL                       |          |
| 1970-1992                                | Robert Villemont | RI, després divers droite |          |
| 1992-2011                                | Claude Boura     | UDF, després UMP          |          |
| 2011-                                    | Philippe Colin   | Divers gauche             |          |
| les dades anteriors no són pas conegudes |                  |                           |          |
|                                          |                  |                           |          |

## Demografia
| A partir de 1990: Població sense dobles comptes |